# Mercier (Familienname)
Mercier ist ein französischer Familienname.

## Namensträger
- Agnes Mercier, französische Curlerin
- Amalia Henrietta Mercier-Jenny (1885–1952), Schweizer Verbandsfunktionärin
- André Mercier (Jurist) (1874–1947), Schweizer Jurist, Hochschullehrer und Diplomat
- André Mercier (Sportschütze), französischer Sportschütze
- André Mercier (Politiker, 1901) (1901–1970), französischer Politiker (PCF)
- André Mercier (Physiker) (1913–1999), Schweizer Physiker, Mathematiker und Philosoph
- André Mercier (Politiker, 1928) (1928–1997), französischer Politiker (PRP)
- Annick Mercier (* 1964), französische Curlerin
- Auguste Mercier (1833–1921), französischer Soldat und Politiker
- Charles Mercier (1904–1978), französischer Priester und Orientalist
- Charles Emanuel Philippe Mercier (auch Karl Philipp Mercier-Heer; 1844–1889), Schweizer Politiker, Regierungsrat Glarus
- Charlotte Mercier (1738–1762), französische Malerin
- Denis Mercier (* 1959), französischer General
- Désiré-Joseph Mercier (1851–1926), belgischer Geistlicher, Philosoph und Theologe, Erzbischof von Mechelen und Kardinal
- Edouard Mercier (1799–1870), belgischer Politiker
- Elysée Mercier (1802–1863), Schweizer Arzt und Botaniker
- Émile Mercier, französischer Bogenschütze
- Ernest Mercier (1878–1955), französischer Industrieller
- François-Xavier Mercier (1867–1932), kanadischer Sänger, Musikpädagoge und Komponist
- Gaston Mercier (1932–1974), französischer Ruderer
- Georges-Louis Mercier (1902–1991), französischer Ordensgeistlicher, Bischof von Laghouat
- Gilbert Mercier (* 1931), französischer Biathlet
- Honoré Mercier (1840–1894), kanadischer Politiker
- Isabelle Mercier (* 1975), kanadische Pokerspielerin
- Jacques Mercier (Schauspieler) (1930–2009), französischer Schauspieler
- Jacques Mercier (Schriftsteller) (* 1943), belgischer Journalist und Schriftsteller
- Jacques Mercier (Dirigent) (* 1945), französischer Musiker, Komponist und Dirigent
- Jacques Mercier (Sänger) (* 1946), französischer Sänger, Musiker und Bandleader
- Jacques Mercier (Anthropologe) (* 1946), französischer Anthropologe
- Jason Mercier (* 1986), US-amerikanischer Pokerspieler
- Jean Mercier (Hebraist) (1510–1570), französischer Hebraist
- Jean Mercier (Politiker) (1825–1899), französischer Rechtsanwalt und Politiker
- Jean Mercier (Ingenieur) (1901–1971), französischer Ingenieur und Erfinder
- Jean Mercier (Tischtennisfunktionär) (1913–1997), französischer Tischtennisfunktionär
- Jean-Jacques Mercier-Marcel (1826–1903), Schweizer Unternehmer
- Jean-Jacques Mercier-de Molin (1859–1932), Schweizer Unternehmer und Mäzen

- Joël Mercier (* 1945), französischer Geistlicher
- Josias des Bordes Mercier († 1626), französischer Staatsrat
- Justin Mercier (* 1987), US-amerikanischer Eishockeyspieler
- Lizzy Mercier Descloux (1956–2004), französische Singer-Songwriterin, Schauspielerin, Schriftstellerin und Malerin
- Louis Mercier (Schauspieler) (1901–1993), französischer Schauspieler
- Louis Auguste Mercier (1811–1881), französischer Mediziner
- Louis-Sébastien Mercier (1740–1814), französischer Schriftsteller
- Maurine Mercier (* 1981), Schweizer Journalistin
- Mel Mercier (* 1959), irischer Perkussionist, Komponist und Hochschullehrer
- Michel Mercier (* 1947), französischer Politiker
- Michèle Mercier (* 1939), französische Schauspielerin
- Pascal Mercier, Pseudonym von Peter Bieri (1944–2023), Schweizer Schriftsteller und Philosoph
- Paul Mercier (Radsportler), Schweizer Radsportler
- Paul Mercier, Schweizer Uhrmacher und Unternehmer, Mitgründer von Baume & Mercier
- Paul Mercier (Koch) († um 1962), französischer Koch
- Paul Mercier (Ethnologe) (1922–1976), französischer Ethnologe
- Paul Mercier (Politiker) (1924–2013), kanadischer Politiker
- Paul Mercier (Regisseur) (* 1958), irischer Film- und Theaterregisseur und Drehbuchautor
- Paul Mercier (Schauspieler) (* 1962), US-amerikanischer Schauspieler und Synchronsprecher
- Peadar Mercier (1914–1991), irischer Musiker
- Philippe Mercier (Maler) (1689–1760), deutsch-englischer Maler
- Philippe Mercier (Botaniker) (Marie Philippe Mercier; 1781–1831), französischer Botaniker
- Philippe Mercier (Politiker) (1872–1936; auch Philipp Mercier-Lendi oder Philipp Mercier-Trümpy), Schweizer Politiker
- Pierre I Mercier (1650–1729), französischer Bildwirker
- René Mercier (* 1937), französischer Biathlet
- Robert Mercier (1909–1958), französischer Fußballspieler
- Rodolphe Mercier (1799–1860), Schweizer Notar und Grossrat
- Thierry Mercier (* 1967), französischer Curler
- Tom Mercier (* 1993), israelischer Schauspieler
- Vincent Mercier (1908–1945), belgischer Geistlicher und Märtyrer